# Championnat d'Europe de beach soccer 2000
Navigation
1999 2001
L'Euro Beach Soccer League 2000 est la 3e édition de l'Euro Beach Soccer League, la plus importante compétition européenne de beach soccer.
L'Espagne remporte pour la seconde fois consécutive le titre européen.

## Tournoi

### Étape 1
La première épreuve se déroule à Saint-Galmier en France le 3 et 4 juin. L'Italie remporte pour la troisième fois une étape.
- Demi-finales :
  - France  3-4  Allemagne
  - Italie  4-3 ap  Pays-Bas
- 3e place : France  5-3  Pays-Bas
- Finale : Allemagne  5-6  Italie

### Étape 2
La seconde étape a lieu à Palma de Majorque en Espagne le 1er et 2 juillet. L'Espagne s'offre une troisième victoire d'étapes.
- Demi-finales :
  - Portugal  5-1  Allemagne
  - Espagne  7-4  Italie
- 3e place : Allemagne  3-1  Italie

- Finale : Espagne  2-1 ap  Portugal

### Étape 3
La 3e étape a lieu à Cadix en Espagne le 29 et 30 juillet. L'Espagne remporte une deuxième victoire cette saison et porte son total à quatre.
- Demi-finales :
  - Italie  5-3  Allemagne

- - Espagne  4-2  Portugal
- 3e place : Allemagne  4-6  Portugal

- Finale : Italie  2-4  Espagne

### Étape 4
La 4e étape a lieu à Vila Nova de Gaia au Portugal le 12 et 13 août. L'équipe du Portugal remporte une cinquième étape.
- Demi-finales :
  - France  6-1  Pays-Bas
  - Espagne  1-4  Portugal
- 3e place : Espagne  9-1  Pays-Bas

- Finale : France  7-9  Portugal

### Étape 5
La 5e étape a lieu à Cattolica le 26 et 27 août. La France porte son total de victoires d'étapes à 3.
- Demi-finales :
  - Allemagne  ?-?  Pays-Bas
  - Italie  2-4  France

- 3e place : Italie  8-7  Pays-Bas

- Finale : France  9-2  Allemagne

### Étape 6
La 6e étape a lieu à Monaco le 2 et 3 septembre. L'Espagne remporte une cinquième étape.
- Demi-finales :
  - Portugal  ?-?  Pays-Bas
  - Espagne  ?-?  France
- 3e place : France  8-5  Pays-Bas
- Finale : Espagne  6-5  Portugal

## Classement final
Un bonus de trois points est ajouté pour une victoire d'étape et deux points pour le finaliste. 
| Équipe    | J | V | V+ | D | Bp | Bc | +/- | Pts       |
| --------- | - | - | -- | - | -- | -- | --- | --------- |
| Espagne   | 8 | 6 | 1  | 1 | ?  | ?  | ?   | 29 (20+9) |
| Portugal  | 8 | 5 | 0  | 3 | ?  | ?  | ?   | 22 (15+7) |
| France    | 8 | 5 | 0  | 3 | ?  | ?  | ?   | 20 (15+5) |
| Italie    | 8 | 3 | 1  | 4 | ?  | ?  | ?   | 16 (11+5) |
| Allemagne | 8 | 3 | 0  | 5 | ?  | ?  | ?   | 13 (9+4)  |
| Pays-Bas  | 8 | 0 | 0  | 8 | ?  | ?  | ?   | 0         |